# گلن ویل (جورجیا)
گلن ویل، جورجیا (به انگلیسی: Glennville, Georgia) یک شهر در ایالات متحده آمریکا با جمعیت ۵٬۱۷۳ نفر است که در جورجیا واقع شده‌است.

## موقعیت جغرافیایی
موقعیت جغرافیایی شهرها و مناطق اطراف به شرح زیر است: